# SB型ロケット
SB型ロケットは、かつて科学技術庁宇宙開発推進本部によって開発された、一連の繊維強化プラスチック（FRP）製固体式高層気象観測ロケットである。
宇宙開発事業団発足前の1968年9月に種子島の竹崎射場から発射された。
種子島上空の気象観測（風向、風速、気温）に使用された。
ロケットの筐体に複合材料である繊維強化プラスチックを使用することは当時としては先進的な試みだった。

## SB-ⅡA
テレメータトランスポンダを搭載した

### 諸元[1]
- 1段式
- 全長:2,778mm
- 直径:157mm
- 到達高度：65km

## SB-Ⅲ
中胴部にチャンバ緩降下装置を収納する

### 諸元[1]
- 1段式
- 全長：3,202mm
- 直径：157mm
- 到達高度：70km